# Suwerenność monetarna
Suwerenność monetarna – ograniczona przez doskonałą mobilność kapitału. Jeżeli stopy procentowe są dostosowane, aby utrzymać stały poziom kursu walutowego, to nie można ich jednocześnie wykorzystywać niezależnie w celu  wywołania zmian w gospodarce krajowej. Jedynie system płynnego kursu walutowego pozwala na wykorzystanie przez państwo stóp procentowych do osiągania celów wewnętrznych, pod warunkiem że zaakceptuje ono poziom kursu walutowego ustalonego wówczas na rynku.